# Urszula Dudziak
Urszula Dudziak, teljes neve: Urszula Bogumiła Dudziak (Bielsko-Biała, 1943. október 22. –) lengyel dzsesszénekesnő.

## Pályakép
A Bielsko-Biała melletti Straconkában született. Zongorázni tanult. Az 50-es évek végén Ella Fitzgerald felvételeit kezdte énekelni. Néhány év alatt az egyik legnépszerűbb dzsesszénekessé vált Lengyelországban. A 70-es években New Yorkban telepedett le.
Krzysztof Komeda és Michał Urbaniak partnere volt (utóbbinak felesége is); fellépett Gil Evans, Archie Shepp, Lester Bowie együtteseivel. Az 1970-es Papaya című dala széles körben népszerűvé vált Ázsiában és Latin-Amerikában.

## Lemezei
- Urbaniak's Orchestra (1968)
- Newborn Light (1972)
- Paratyphus B (1973)
- Super Constellation (1973)
- Atma (1974)
- Inactin (1975)
- Journey (Atlantic, 1974)
- Urszula (1976)
- Midnight Rain (1977)
- Urbaniak (1977)
- Future Talk (1979)
- Magic Lady (1980)
- Ulla (1982)
- Sorrow Is Not Forever... But Love Is (1983)
- High Horse (1984)
- Walk Away (1989)
- Jazz Unlimited (1993)
- Journey, Saturation (1994)
- And Life Goes On (2002)
- Painted Bird (2003)
- Forever Green (2008)
- Urszula Dudziak Superband (2009)